# 18839 Whiteley
18839 Whiteley este un asteroid din centura principală de asteroizi.

## Descriere
18839 Whiteley este un asteroid din centura principală de asteroizi. A fost descoperit pe 5 august 1999 la Reedy Creek de John Broughton. El prezintă o orbită caracterizată de o semiaxă mare de 2,98 ua, o excentricitate de 0,08 și o înclinație de 10,6° în raport cu ecliptica.